# Djebel Adad Medni
 (octobre 2016).
Si vous disposez d'ouvrages ou d'articles de référence ou si vous connaissez des sites web de qualité traitant du thème abordé ici, merci de compléter l'article en donnant les références utiles à sa vérifiabilité et en les liant à la section « Notes et références ».
Le djebel Adad Medni (berbère : ⴰⴷⵔⴰⵔ ⵏⴰⴷⴰⵣ ⵎⴰⴷⵏⵉ, aussi Adrar n'Adaz Medni ; arabe : جبل أضاز مدني) est une montagne de l'Anti-Atlas culminant à 1 470 mètres d'altitude. Il est situé à 75 km au nord-est de la ville de Tiznit sur la commune d'Aouguenz, dans la province de Chtouka-Aït Baha au Sud du Maroc. Le site est situé à l'intérieur de la chaîne de l'Anti-Atlas occidental au milieu de la réserve de biosphère de l'arganeraie.

## Toponymie
Le nom Adad Medni est une déformation du mot d'origine berbère tachelhit Aḍaḍ n mddn, qui signifie « le doigt des gens ». Les gens de cette région utilisent cette appellation Adad N'medni car le djebel Adad Medni a une forme de doigt sous certains angles de vue.

## Géographie

### Géologie

Falaise du djebel Adad Medni

Sur le plan geologique, le relief du djebel Adad Medni est constitué de quartzite datant du Précambrien. Des rhyolites et des dacites très localisées, datant également du Précambrien, s’observent par endroits. Ces faciès géologiques sont limitrophes de la série précambrienne d’Anezi, laquelle est constituée de schistes et de grès. Du point de vue pédologique, on observe des sols de type marron ou rouge fersialitique sur les glacis ou les replats des falaises. Il est fréquent d’observer des poches de terra rossa entre les blocs de quartzite, ou des colluvions à leurs pieds. Ailleurs, ce sont les lithosols et la rocaille qui dominent.

### Climat
Les aspects climatiques restent très peu étudiés dans cette zone car les données sont rares et fragmentaires. Les valeurs des moyennes annuelles des précipitations pour Tiznit et Tafraout sont inférieures à 200 mm ; celles d’Anezi et de Tanalt sont respectivement de 234 et 351 mm. Ils constituent la première barrière face aux perturbations atmosphériques venant de l’ouest, du nord-ouest et du sud-ouest.

### Faune et flore
Le site du djebel Adad Medni est l'un des rares lieux où est présent le dragonnier Ajgal, le mot ajgal en langue berbère locale signifiant « ce qui est perché ». Cet arbre, découvert en 1996 par F. Cuzin et A. Benabid lors d'une exploration de cette région a fait l'objet d'une étude et publication scientifique publiée en 1997 dans le journal de l'Académie des sciences.
Le site comporte d'autres espèces rares telle que l'arganier et d'autres plantes aromatiques.

Un arbre dragonnier Ajgal sur les falaises du djebel Adad Medni.
Carte de localisation du dragonnier autour du djebel Adad Medni et des gorges d'Assif Oumarhouz.

## Histoire
Le djebel Adad Medni est une montagne sacrée dans la région, elle est visible de loin et de partout de la région d’Anezi. Il existe des histoires et des légendes à son sujet[Lesquelles ?]. Tous les ans, un pèlerinage des Ifqirn, des fidèles d'une zaouïa soufiste. Ils ont construit un mausolée et un refuge pour passer la nuit ; ils ont également creusé un réservoir d’eau de pluie potable.

## Tourisme
L'ascension du djebel Adad Medni attire un grand nombre d'adeptes du trekking. Cette ascension présente de grandes difficultés techniques ; l'assistance de muletiers et de leurs mulets en réduit l'effort physique. La distance et le dénivelé restent importants puisque entre le village d'Addar et le djebel Adad Medni les randonneurs parcourent près de 15 kilomètres à côté de la rivière d'Amarouz qui entoure la montagne avec un dénivelé de près de 1 000 mètres.
L'été est la saison la plus propice car la pluie et les névés sont absents mais des orages brefs et violents peuvent se produire. Pour accéder au site de djebel Adad Medni, il existe une seule et unique route, celle qui mène vers le village d'Addar. Ce dernier est situé en face du djebel Adad Medni, il possède une route en piste qui relie le centre de la commune de Tnine Aday au village d'Addar sur 11 km de piste. Il existe une possibilité de faire une randonnée à pied du centre de la commune de Tnine Aday jusqu’au village d’Addar avec environ deux heures de marche puis une heure pour rejoindre le djebel d’Adad Medni. Les visiteurs du djebel Adad Medni grimpent la montagne par un petit chemin escarpé et dangereux sur les falaises de la montagne.
Du sommet un large panorama s'offre au regard. On domine les vastes étendues de l'Anti-Atlas et de la plaine de Massa à 150 km au nord. La nuit on aperçoit les lumières de la ville d'Agadir à 175 km au nord et de la ville de Tiznit à 70 km au sud-ouest.

Refuges au sommet d'Adad Medni.
Vue du sommet d'Adad Medni sur la rivière d'Amarouz.